# 200 mètres masculin aux Jeux olympiques de 1908 (athlétisme)
Pour un article plus général, voir Athlétisme aux Jeux olympiques de 1908.
Navigation
Saint Louis 1904 Stockholm 1912
L'épreuve du 200 mètres masculin aux Jeux olympiques de 1908 s'est déroulée les 21, 22 et 23 juillet 1908 au White City Stadium de Londres, au Royaume-Uni. Elle a été remportée par le Canadien Bobby Kerr.

## Résultats

### Finale
| Rang               | Athlète         | Pays            | Temps    |
| ------------------ | --------------- | --------------- | -------- |
| Médaille d'or      | Bobby Kerr      | Canada          | 22 s 6   |
| Médaille d'argent  | Robert Cloughen | États-Unis      | (22 s 6) |
| Médaille de bronze | Nate Cartmell   | États-Unis      | (22 s 7) |
| 4                  | George Hawkins  | Grande-Bretagne | (22 s 9) |